# Per Spett
Per Axel Håkan Spett, född 24 augusti 1985 i Kiruna, är en svensk puckelpiståkare.
Spett deltog i de Olympiska vinterspelen 2006 i Turin i freestylegrenen puckelpist och var även med i truppen för Olympiska vinterspelen 2010 i Vancouver, där han hamnade på 23:e plats i kvaltävlingen.